# 5278 Polly
5278 Polly (1988 EJ1) là một tiểu hành tinh vành đai chính được phát hiện ngày 12 tháng 3 năm 1988 bởi E. F. Helin ở Palomar.